# Luis Antonio Valdéz
Pour les articles homonymes, voir Valdez.
Luis Antonio Valdéz Salas, né le 1er juillet 1965 à Aguascalientes au Mexique, est un footballeur international mexicain, qui évoluait au poste d'attaquant.

## Biographie

### Carrière internationale
Luis Antonio Valdéz compte 12 sélections et 2 buts avec l'équipe du Mexique entre 1989 et 1994. 
Il est convoqué pour la première fois en équipe du Mexique par le sélectionneur national Mario Velarde, pour un match amical contre la Corée du Sud le 10 août 1989. Le match se solde par une victoire 4-2 des Mexicains.
Il fait partie de la liste des 22 joueurs mexicains sélectionnés pour disputer la Coupe du monde 1994 aux États-Unis, son pays atteint les huitièmes de finale.
Il reçoit sa dernière sélection le 19 juin 1994 contre la Norvège, lors d'un match de la Coupe du monde 1994. Le match se solde par une défaite 1-0 des Mexicains.

## Palmarès
- Avec le CD Guadalajara
  - Champion du Mexique en 1987

- Avec le CF Monterrey
  - Vainqueur de la Coupe du Mexique en 1992